# Catacumbas de Kom el-Shuqafa

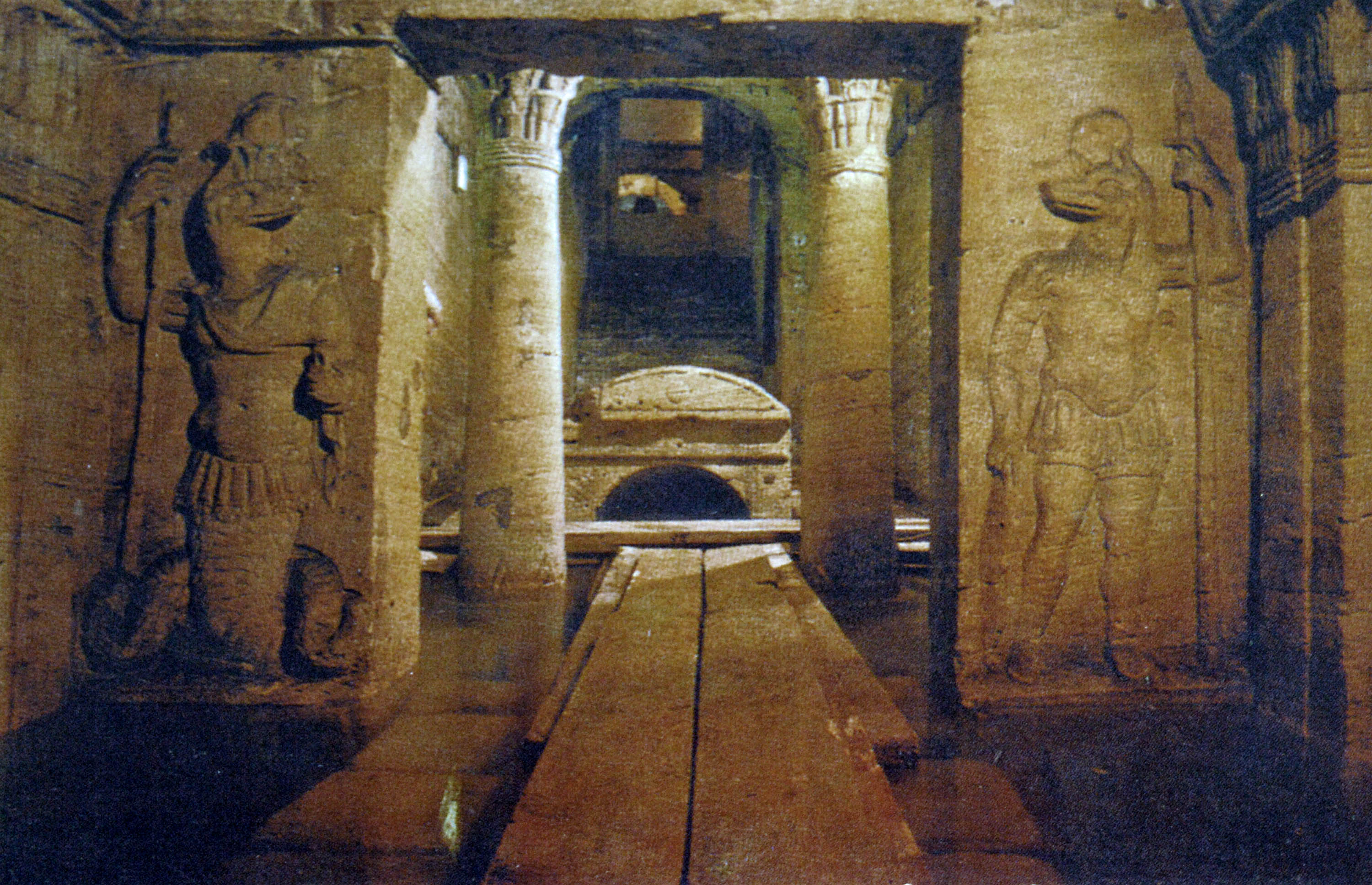
Entrada a una de las cámaras funerarias, flanqueada por dos dioses egipcios en relieve

Las catacumbas de Kom el-Shuqafa  (en árabe: مقابر كوم الشقافة‎, lit. 'montículo de fragmentos')  son un sitio arqueológico histórico ubicado en Alejandría, Egipto, consideradas uno de los yacimientos arqueológicos más importantes de la ciudad y una de las Siete Maravillas de la Edad Media. Llamadas también catacumbas de Alejandría, reciben el nombre por la similitud de su diseño con las catacumbas cristianas de Roma y están situadas en la calle Bab el Molouk, en el barrio Karmouz. 
La necrópolis consta de una colección de tumbas alejandrinas, estatuas y artefactos arqueológicos del culto funerario faraónico con influencias helenísticas e imperiales romanas. Debido a su época, muchos elementos de las catacumbas de Kom El Shoqafa, en especial las decoraciones en bajorrelieve, combinan influencias romanas, griegas y egipcias; algunas estatuas son de estilo egipcio, pero presentan vestimentas y peinados romanos. Una escalera circular, utilizada a menudo para transportar los cuerpos de los difuntos, conduce al centro de las tumbas excavadas en la roca durante la época de los emperadores Antoninos (siglo II). La instalación sirvió posteriormente como cámara funeraria entre los siglos II y IV, antes de ser redescubiertas en 1900 cuando un burro cayó accidentalmente por el pozo de acceso. Ese día fueron descubierto tres sarcófagos, junto con otros restos humanos y animales añadidos posteriormente. Se cree que las catacumbas estaban destinadas a una sola familia, pero no se sabe con certeza por qué se amplió el sitio para albergar a otras personas. 
Otra característica de las catacumbas es su «sala de Caracalla», que contiene osamentas de caballo. Esta sala estaba destinada a albergar los caballos del emperador Caracalla en el año 215 d. C.

## Descripción
Desde su descubrimiento los dos niveles inferiores estaban sumergidos, tras el descenso del nivel del agua en 1995 solo queda sumergido el más bajo.
Comprende tres niveles, con numerosos pasajes, vestíbulo, antecámara, cámara funeraria y nichos excavados en la roca. Tras la entrada hay una escalera circular, en cuyas paredes hay aberturas para permitir el paso de la luz. Abajo hay un vestíbulo con dos nichos que da paso a una sala circular, en cuyo centro hay una rotonda con pilares. A la izquierda hay una cámara con cuatro pilares. Al fondo de la sala circular hay otra pequeña cámara con dos estatuas. La entrada a la cámara mortuoria está decorada con temas griegos, como Atenea o Medusa, y en su interior hay tres grandes nichos cada uno con un sarcófago de piedra. La cámara está decorada con dioses egipcios, Anubis y Tot, y su techo se apoya sobre cuatro columnas. 
Es una de las últimas muestras de decoración del Antiguo Egipto, aunque muy influenciada por el arte griego.

## Galería

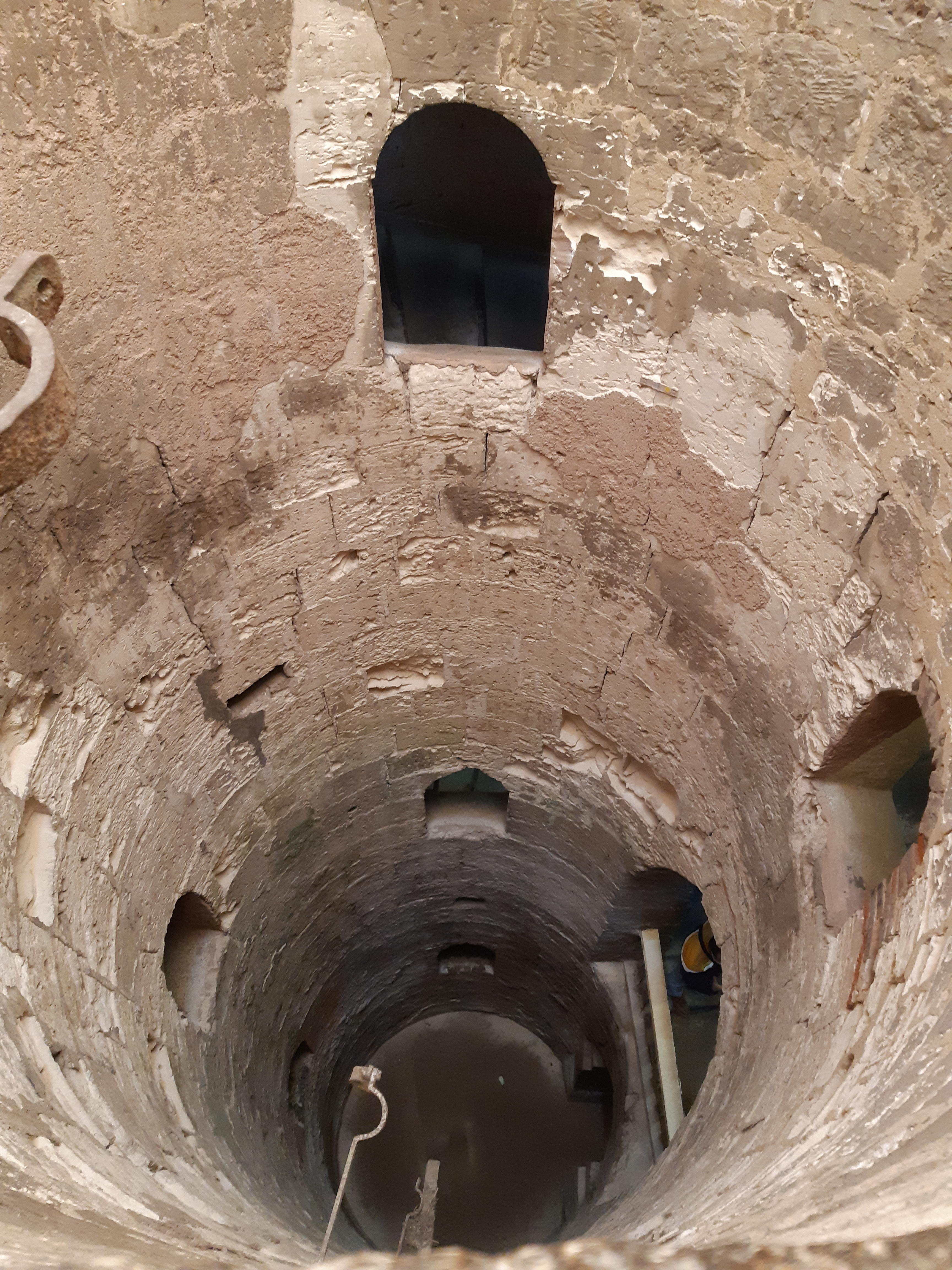
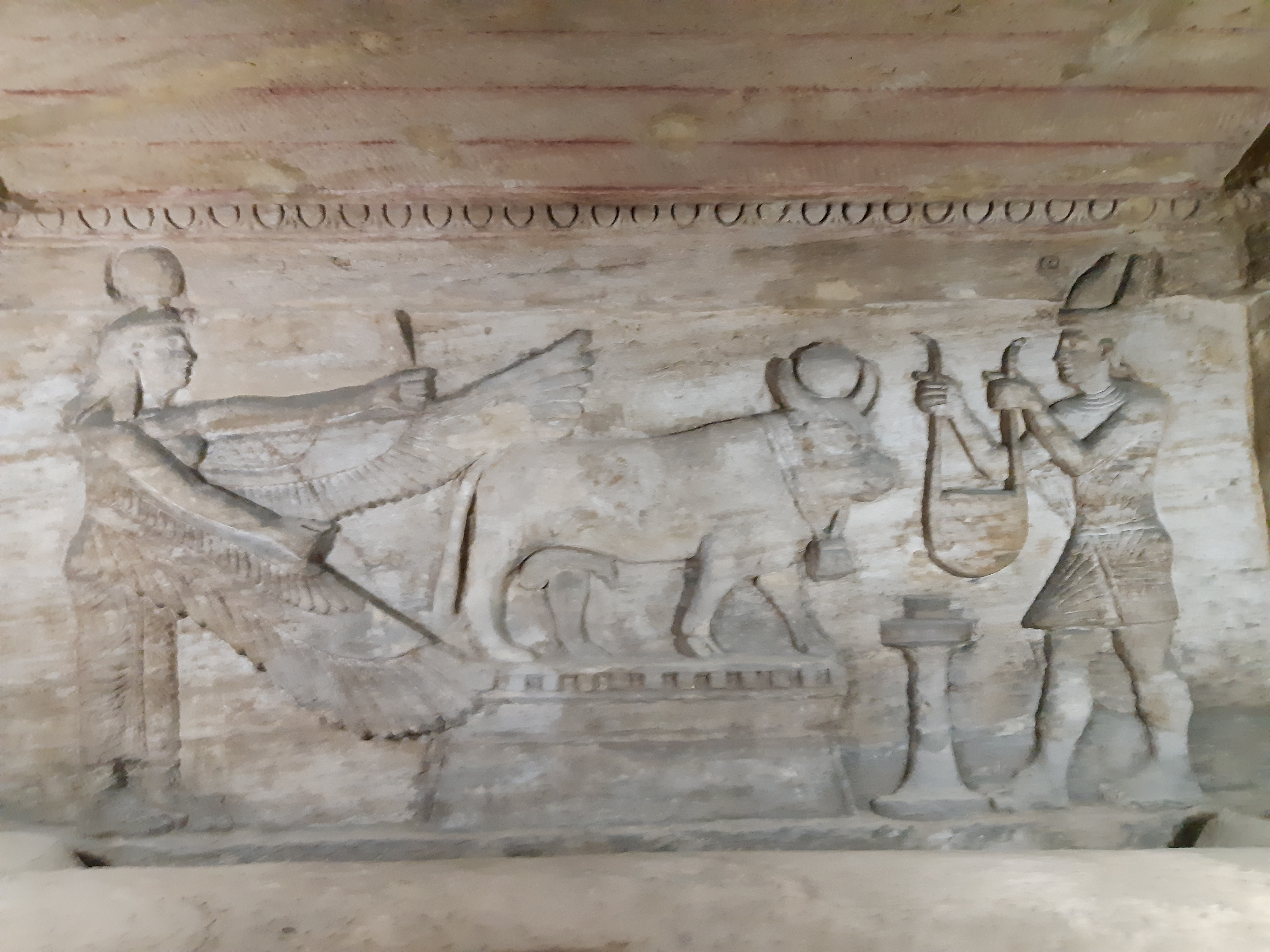
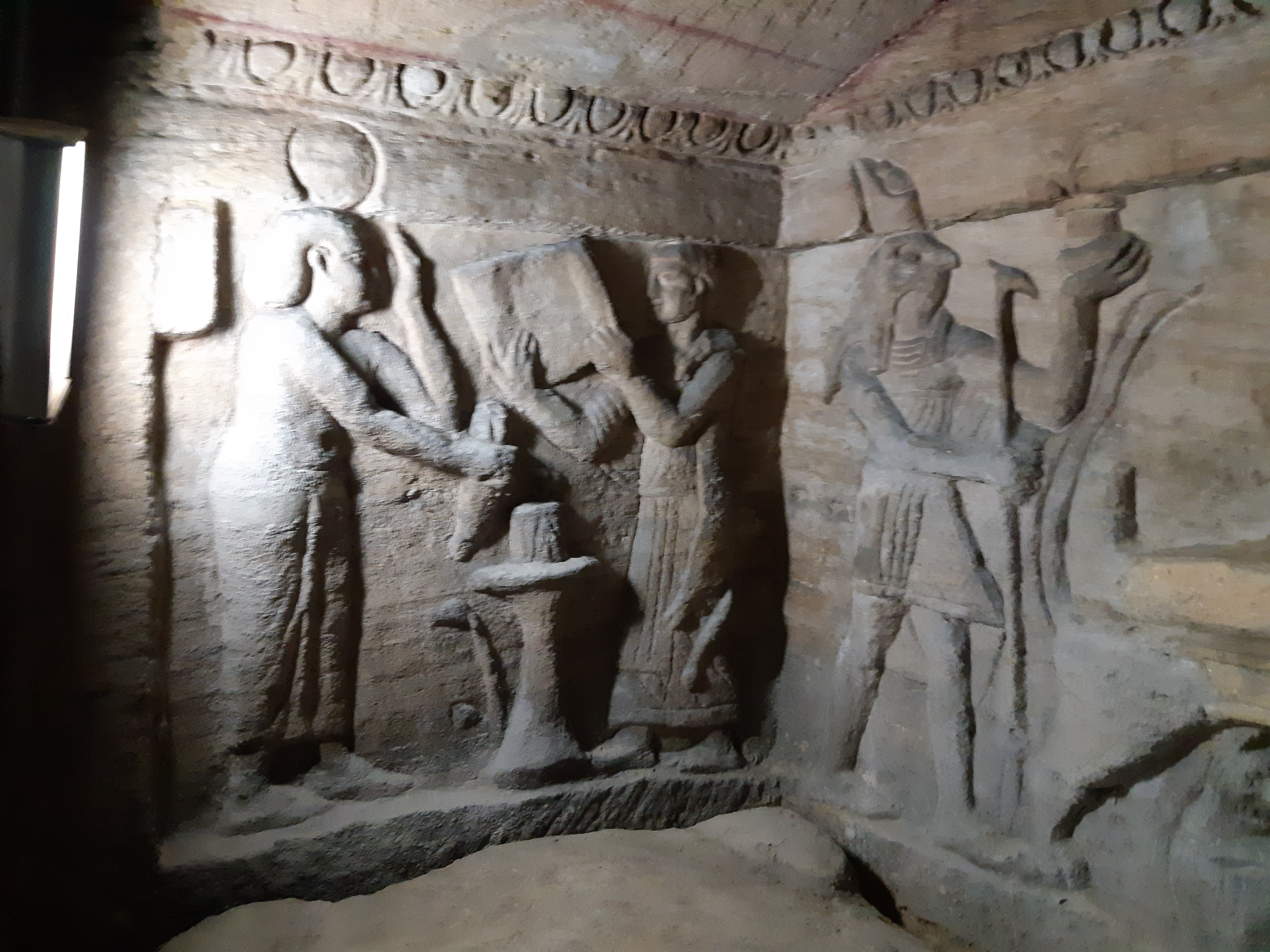
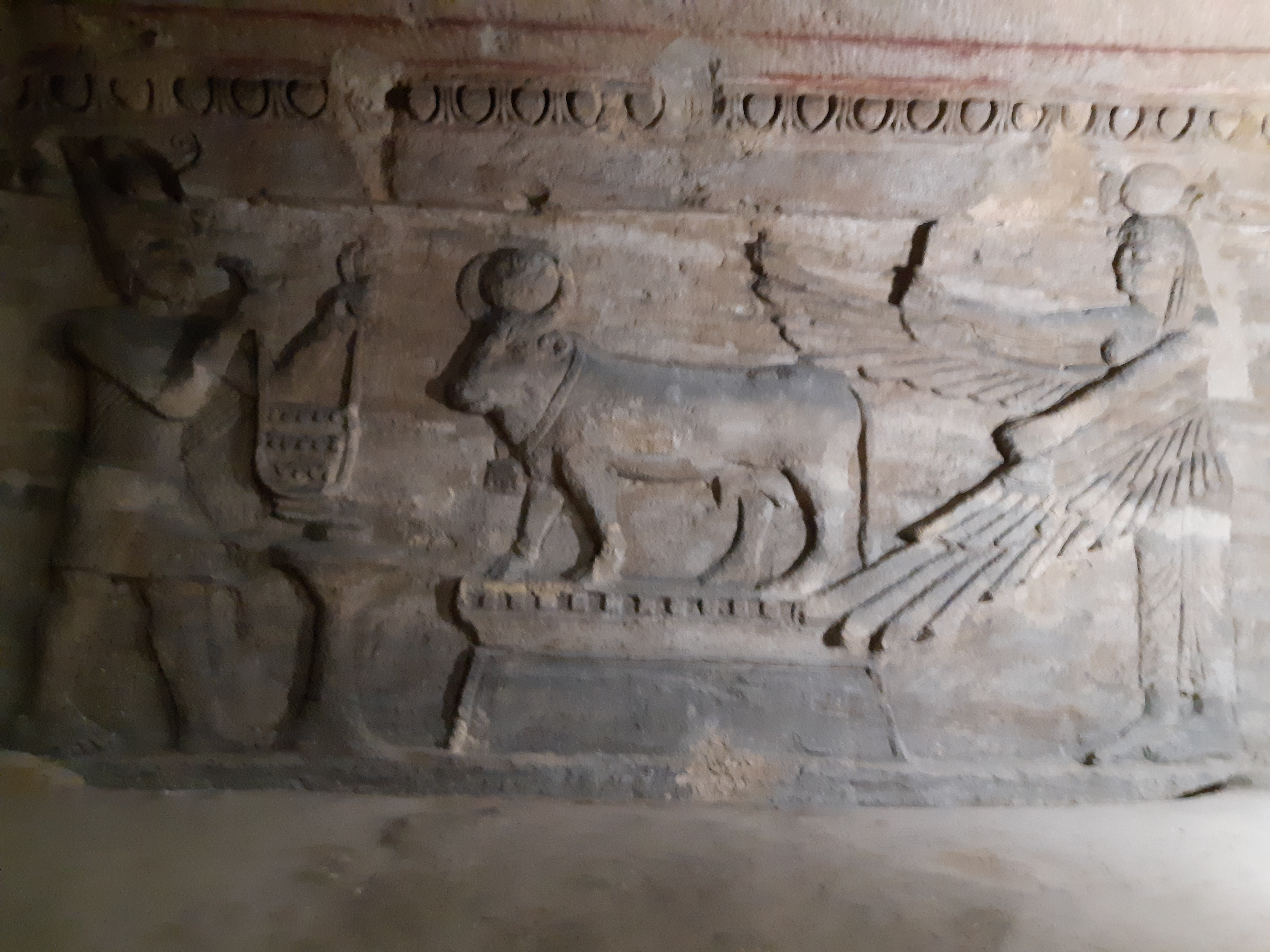
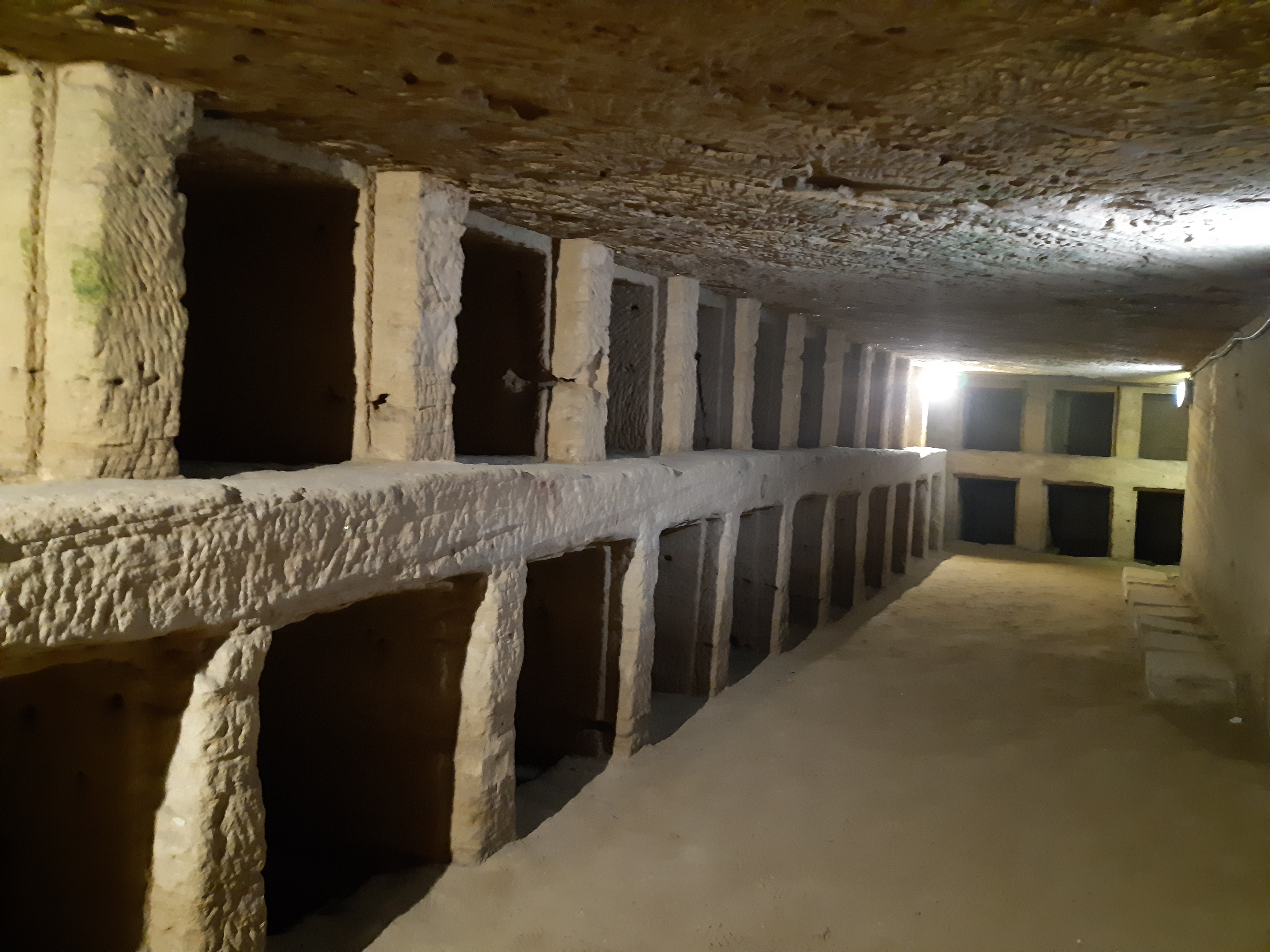
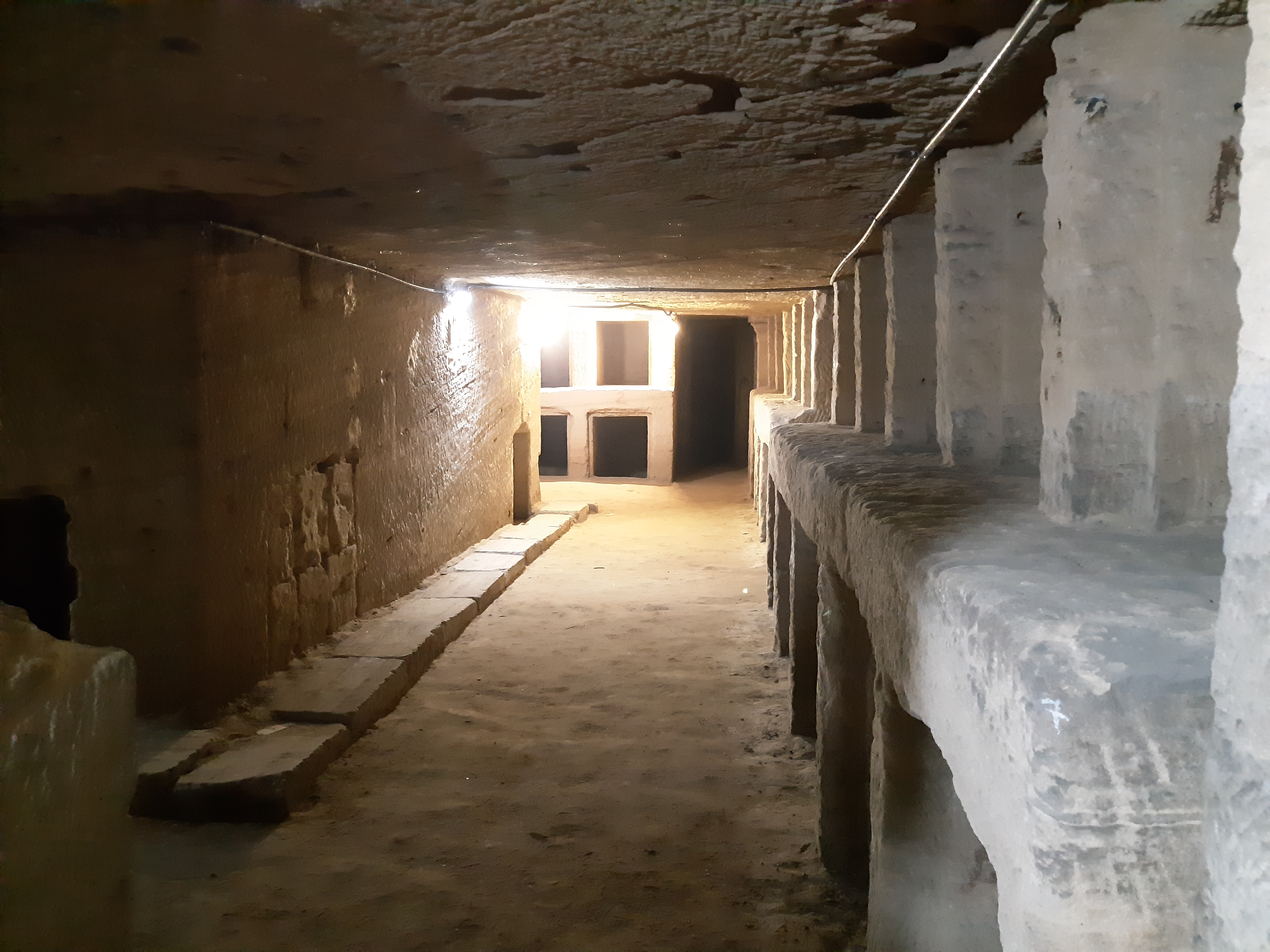
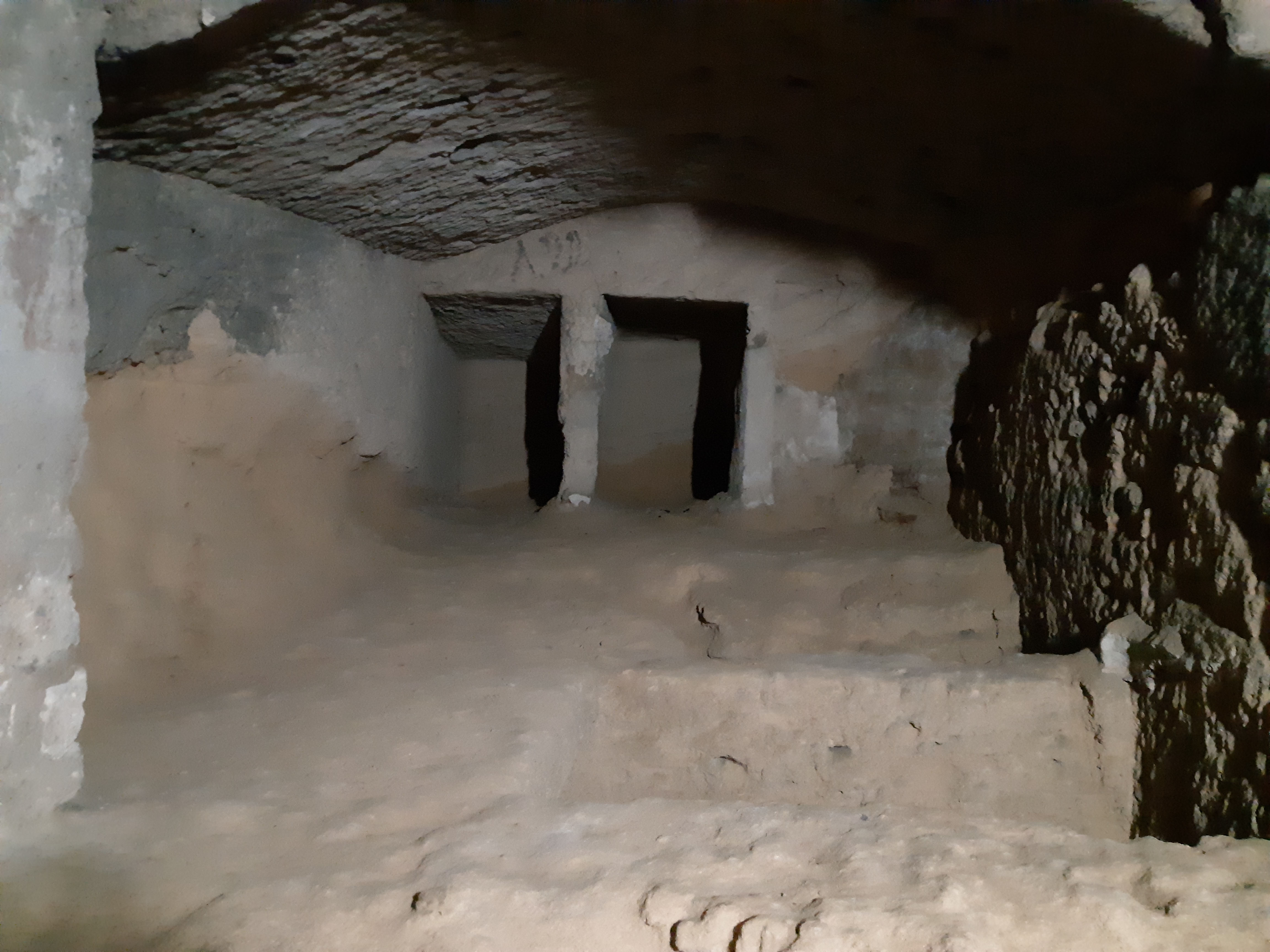
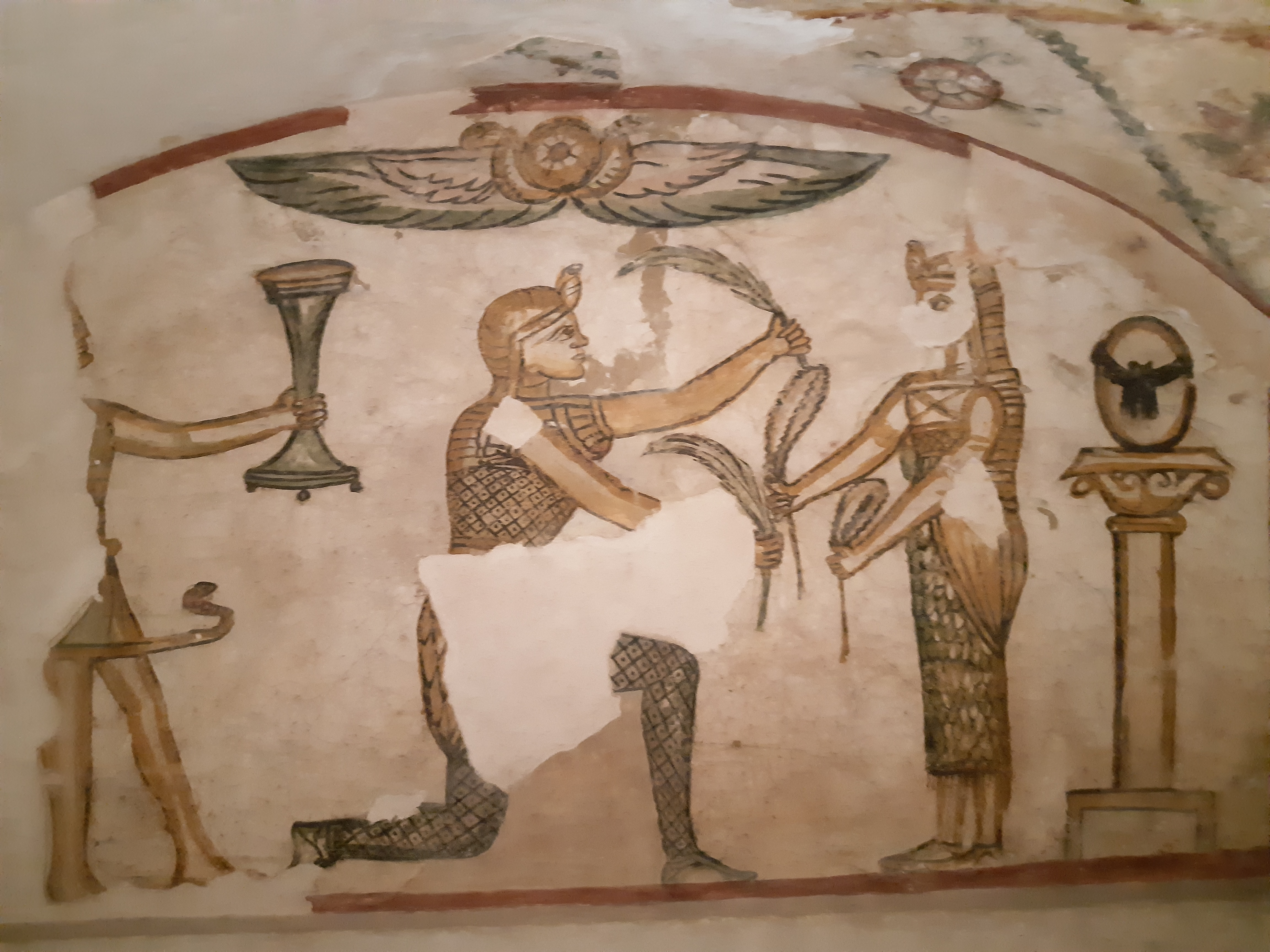

## Enlaces
- Catacumbas de Kom el Shogafa: imágenes.
- The Royal Cemetery of Kom El-shouqafa.

- Datos: Q2671839
- Multimedia: Kom el-Shoqafa / Q2671839

1. ↑  May A.Malek Ali (14 juillet 2016). «Environmental's Design Role in the Reviving and Preserving of Architectural Heritage Case Study (Catacombs of Kom El Shoqafa)». Procedia - Social and Behavioral Sciences 225: 132-144  – vía Elsevier Science Direct.
2. ↑  Latham, Edward (1904). A Dictionary of Names, Nicknames and Surnames, of Persons, Places and Things. p. 280.
3. ↑  «Catacombs of Kom ash-Shuqqafa in Alexandria, Egypt». Lonely Planet (en inglés). Consultado el 25 septembre 2023.
4. ↑  Zahraa Adel Awed (18 de mayo de 2006). «The catacombs of Kom El Shoqafa, the Mound of Shards, Part III: The Hall of Caracalla (Nebengrab)». Tour Egypt. Consultado el 22 de enero de 2008.